# Доку, Сефас
Сефас Доку (англ. Cephas Doku; род. 18 мая 1998, Аккра) — ганский футболист, нападающий мозамбикского клуба «Ферровариу ди Бейра».

## Биография
Начал карьеру в ганском клубе «Либерти Профешионалс». В чемпионате Ганы дебютировал 28 февраля 2016 года в игре против «Интер Эллайс» (2:1), отметившись первым голом в матче. Весной 2016 года проходил просмотр в молодёжной команде московского «Спартака». Его агент Александр Маньяков так описал ганского нападающего: «У него хорошие физические данные, обладает истинно африканской нестандартной техникой. Это левоногий футболист с неплохой скоростью». Тем не менее до заключения контракта с российским клубом дело не дошло, и в августе 2016 года ганец заключил соглашение до конца сезона с финским «Оулу». Сыграв за команду 4 матча и забив 1 гол в лиге Юккёнен, Сефас Доку покинул Финляндию.
В дальнейшем играл на родине за «Либерти Профешионалс» (2017), «Берекум Челси» (2019) и «Легон Ситис» (2020—2021). Летом 2022 года заключил контракт с киргизским «Дордоем» до конца сезона. В чемпионате Кыргызстана дебютировал в матче против «Таланта» (0:0). В составе команды стал обладателем Суперкубка Кыргызстана. По окончании контракта покинул бишкекскую команду.
С февраля 2023 года — игрок мозамбикского клуба «Ферровариу ди Бейра».

## Достижения
- Обладатель Суперкубка Кыргызстана: 2022